# Magical Company
Magical Company (anciennement Home Data, également connu sous le nom de Mahō est un studio de développement de jeux vidéo japonais fondé en 1985 et basé à Chūō-ku (Kōbe). Il a développé Last Apostle Puppet Show (connu au Japon sous le nom de Reikai Dōshi : Chinese Exorcist), sorti en septembre 1988. Il s'agit du premier jeu de combat à utiliser des sprites numérisés et des animations par capture de mouvement.

## Ludographie

### Home Data
- Penguin-Kun Wars, Famicom (1985)
- Sky Destroyer, Famicom (1985)
- Sqoon, Famicom (1986)
- Tetsuwan Atom, Famicom (1988)
- Reikai Doushi: Chinese Exorcist (Last Apostle Puppet Show), arcade (1988)
- BattleCry, arcade (1989)
- Hayauchi Super Igo, Famicom (1989)
- Cosmic Epsilon, Famicom (1989)
- World Super Tennis, Famicom / NES (1989)
- Shogi Shodan Icchokusen, PC-Engine (1990)
- Marble Madness, Sharp X68000 (1991)
- 2069 A.D., Sharp X68000 (1991)
- Mahjong Clinic Zoukangou, Sharp X68000 (1991)
- Mahjong Yuuenchi, Sharp X68000 (1991)
- Famicom Shogi: Ryuu-Ou-Sen, Famicom (1991)
- Tetra Star: The Fighter, Famicom(1991)
- Shogi no Hoshi, Mega Drive (1991)
- Dragon's Eye Plus: Shanghai 3 (Shanghai II: Dragon's Eye), Megadrive (1991/1994)
- Shogi Shoshinsha Muyou, PC-Engine (1991)
- Famicom Igo Nyuumon, Famicom (1991)
- Shogi Seiten, Sharp X68000 (1992)

### Magical Company
- Fatal Fury: King of Fighters, Sharp X68000 (1993)
- Fatal Fury 2, Sharp X68000 (1993)
- Fatal Fury Special, Sharp X68000 (1994)
- Shogi Saikyō, Game Boy (1994), Super Nintendo (1995)
- Hungry Dinosaurs, Super Nintendo (1994)
- Nice de Shot, Super Nintendo (1994)
- Pachi-Slot Kenkyū, Super Nintendo (1994)
- Tsume Shogi: Kanki Godan, Game Boy (1994)
- Tsume Go Series 1: Fujisawa Hideyuki Meiyo Kisei, Game Boy (1994)
- Zenkoku Kōkō Soccer Senshuken '96, Super Nintendo (1996)
- Shogi Saikyō II: Jissen Taikyoku Hen, Super Nintendo (1996)
- Hanabi Fantast, PlayStation (1998)
- Shogi Saikyou 2, PlayStation (1998)
- Qui Qui, Game Boy Color (1999)
- Shogi Saikyō: Pro ni Manabu, PlayStation (1999)
- Pet Pet Pet, PlayStation (1999)
- Killer Bass, PlayStation (2000)
- Omiai Commando: Bakappuru ni Tukkomi o, PlayStation (2000)
- Ooedo Huusui Ingaritsu Hanabi 2, PlayStation (2000)
- Magical Sports Go Go Golf, PlayStation 2 (2000)
- Hard Hitter Tennis, PlayStation 2 (2001)
- Magical Sports: Hard Hitter 2, PlayStation 2 (2002)
- Hanabi Shokunin Ninarou 2, PlayStation 2 (2003)
- Tales of the World: Summoner's Lineage, Game Boy Advance (2003)

### Kōshien
Kōshien (甲子園) est une série de jeux vidéo de baseball en 13 épisodes.
- Little League Baseball: Championship Series (Kōshien), NES (1989)
- Kōshien 2, Super Nintendo (1992)
- Kōshien 3, Super Nintendo (1994)
- Kōshien 4, Super Nintendo (1995)
- Kōshien V, PlayStation (1997)
- '98 Kōshien, PlayStation (1998)[3]
- '99 Kōshien, PlayStation (1999)[4]
- Gekitotsu Kōshien, Saturn (1997)
- Kōshien Pocket, Game Boy Color (1999)
- Magical Sports 2000 Kōshien, PlayStation 2 (2000)
- Kōshien, téléphones mobiles (2005)